# Józef Gogolewski
Józef Gogolewski herbu Godziemba (ur. ok. 1745, zm. 17 stycznia 1769 w Popowie nad Wartą) – regimentarz wielkopolski, uczestnik konfederacji barskiej.

## Życiorys
Urodził się w rodzinie drobnoszlacheckiej Walentego i Teresy z Rostkowskich rodem z ziemi ciechanowskiej. W konfederacji barskiej związał się z ruchem krakowskim, a po jego upadku przybył do Wielkopolski, gdzie oddał się pod komendę Ignacego Malczewskiego, zyskując opinię zdolnego dowódcy. 
Wskutek intryg postawiony przed sądem, skazany i rozstrzelany w Popowie nad Wartą. Pochowany u oo. Bernardynów w Warcie.
 Bohater anonimowej Pieśni o Gogolewskim z XVIII w. oraz tragikomedii Jacka Kowalskiego Historia o Gogolewskim, 2001.